# Мухамеджанов, Бауржан Алимович
Бауржан Алимович Мухамеджанов (каз. Бауыржан Әлімұлы Мұхамеджанов; род. 26 ноября 1960, с. Мерке, Меркенский район, Джамбульская область) — казахстанский государственный деятель, дипломат, доктор юридических наук.

## Биография
Родился 26 ноября 1960 года. Происходит из рода [кожа].
В 1983 году окончил Казахский государственный университет им. С. М. Кирова по специальности юрист.
Трудовую деятельность начал в 1983 году стажером-исследователем, преподавателем кафедры теории и истории государства и права юрфака КазГУ
В 1990 году защитил кандидатскую диссертацию по теме «Экологическая функция советского государства».
С 1990 по 1994 годы — старший консультант, заведующий сектором, заместитель заведующего отделом, заведующий секретариатом Председателя Верховного Совета, заведующий отделом законодательства и правовой экспертизы Верховного Совета Республики Казахстан.
С февраля по апрель 1994 года занимал должность заместителя заведующего, затем заведующего отделом законодательных инициатив Аппарата Президента Республики Казахстан.
С февраля 1994 по декабрь 1996 гг. — заведующий отделом по вопросам законодательства и правовой экспертизы Администрации Президента Республики Казахстан.
С декабря 1996 по октябрь 1997 гг. — заведующий отделом по вопросам законодательства и судебно-правовой системы Администрации Президента Республики Казахстан.
С 1996 по 2001 гг. — Секретарь Высшего судебного совета Республики Казахстан.
С 1997 по 2000 гг. — Министр юстиции Республики Казахстан.
С сентября 2000 по январь 2002 гг. — заведующий государственно-правовым отделом — заместитель руководителя Администрации Президента Республики Казахстан.
В 2001 году являлся Председателем постоянно действующего Совещания по вопросам демократизации в Казахстане.
С 2001 по 2008 гг. — Член Высшего судебного совета Республики Казахстан.
С января 2002 по июнь 2003 гг.— заместитель Премьер-Министра Республики Казахстан.
C 2003 по 2004 гг. — Заместитель Администрации Президента Республики Казахстан.
С марта по июнь 2004 года — начальник Управления организационно-контрольной работы и кадровой политики — заместитель руководителя Администрации Президента Республики Казахстан.
С июня 2004 года до октября 2005 года — начальник Государственно-правового управления — заместитель руководителя Администрации Президента Республики Казахстан.
С декабря 2004 года до октября 2005 года — Председатель Комиссии по высшим воинским и иным званиям, классным чинам.
В 2008 году защитил в Российской Академии Государственной Службы при Президенте Российской Федерации докторскую диссертацию по теме «Форма правления Республики Казахстан: конституционная модель и практика государственного управления».
С октября 2005 года по апрель 2009 года — министр внутренних дел Республики Казахстан.
Являлся Членом Национального совета по государственной политике при Президенте Республики Казахстан. 
Являлся Председателем Совета по правовой политике при Президенте Республики Казахстан.
Являлся Председателем Комиссии по делам религий РК.
Являлся Председателем Комиссии по присуждению Государственных премий РК
В 2009 году являлся Председателем Совета национальных координаторов Центрально-азиатского регионального информационного координационного центра по борьбе с незаконным оборотом наркотических средств, психотропных веществ и их прекурсоров. В этот центр входили Казахстан, Азербайджан, Узбекистан, Кыргызстан, Таджикистан, Туркменистан.
2 апреля 2009 года Указом Президента Республики Казахстан назначен депутатом Сената Парламента Казахстана, на этой должности работал до декабря 2011 года.
С 22 декабря 2011 по 20 января 2013 гг. — аким Мангистауской области.
С 26 марта 2013 год по 29 мая 2018 гг. Чрезвычайный и Полномочный Посол Республики Казахстан в Литовской Республике.
С 21 мая 2013 год по 29 мая 2018 гг. Чрезвычайный и Полномочный Посол Республики Казахстан в Латвийской Республике по совместительству.
С 31 мая 2018 года по 9 декабря 2022 года - Чрезвычайный и Полномочный Посол Республики Казахстан в Грузию согласно Указу Президента о назначении ЧПП Республики Казахстан.
Дипломатический ранг: Чрезвычайный и полномочный посланник 1-го класса.
Увлекается гольфом.

## Законотворческая деятельность
Был членом рабочих групп и участвовал в написании следующих законов Республики Казахстан:
1) Декларация «О государственном суверенитете Казахской ССР» — 25 октября 1990 г.;
2) Конституционный Закон Республики Казахстан о Государственной Независимости от 16 декабря 1991 г.;
3) Первая Конституция независимого Казахстана принятая в 1993 г.;
4) Конституция 1995 г. Под руководством Президента РК — Назарбаева Н. А. Был одним из трёх разработчиков совместно с Шайкеновым Н. и Колпаковым К.
5) Являясь Заведующим отделом Законодательных инициатив Администрации Президента Республики Казахстан принимал участие в разработке более 130 Указов Президента, имеющих силу Закона.

## Семья
Отец — Мухамеджанов Алим (1922—2005 гг.), уроженец Кзыл-Ординской обл., участник Великой Отечественной войны, кандидат исторических наук, полковник, работал первым зам. военного комиссара КазССР.
Мать — Мухамеджанова Куляш (1939—1995 гг.).
Супруга — Мухамеджанова Зарема Хайдаровна.
Имеет двух дочерей и внуков.

## Награды
- Орден «Барыс» II степени (2010)[4]
- Орден «Барыс» III степени (2004)
- Орден «Парасат» (1999)
- Почётная грамота Республики Казахстан
- Почётная грамота Сената Парламента Республики Казахстан
- Медаль «За боевое сотрудничество» (2007, Азербайджан)[5]
- Более 20 медалей, в том числе Российской Федерации, Белоруссии, Армении, Азербайджана, Грузии, Украины, Кыргызстана, Таджикистана

## Дипломатический ранг
По случаю Дня дипломатической службы Республики Казахстан 2 июля 2020 года Президент РК Касым-Жомарт Токаев присвоил Мухамеджанову Бауржану Алимовичу дипломатический ранг Чрезвычайного и Полномочного Посла